# Kantubek

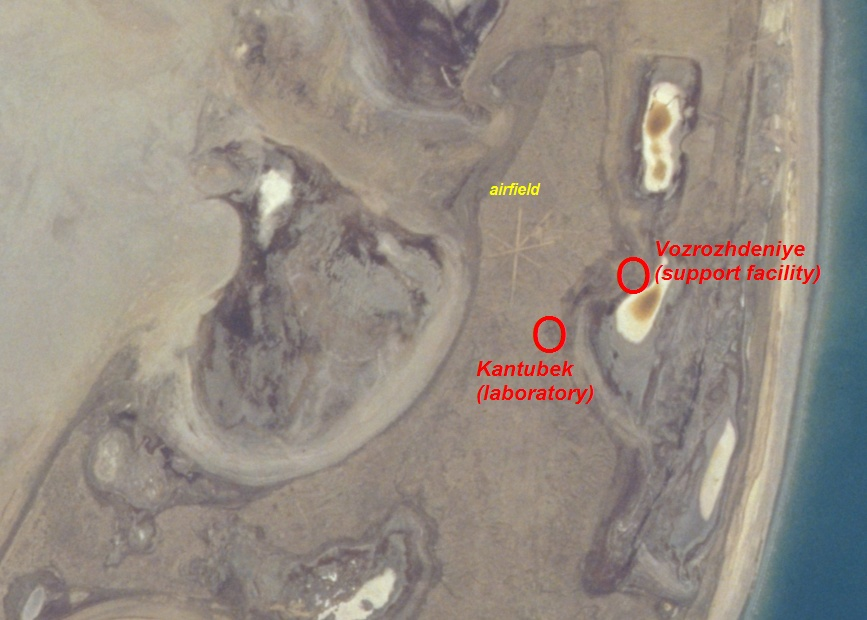
Situación de la ciudad

Kantubek (en ruso: Кантубек) fue una ciudad de la Isla Vozrozhdeniya, en la zona sur del Mar de Aral, hoy en día Uzbekistán y originariamente en la Unión Soviética. La localidad todavía puede divisarse en los mapas o en imágenes aéreas, si bien fue abandonada en los años 90 del siglo XX. Entonces su población era de unas 1500 personas.

## Historia
La ciudad nació en la década de 1930 como zona militar experimental. La población albergó laboratorios para pruebas microbiológicas y tras su abandono por el ejército soviético en el año 1992, a comienzos del siglo XXI se investigaron y limpiaron parte de sus residuos de ántrax.